# Nebiri
Nebiri ókori egyiptomi nemesember volt a XVIII. dinasztia idején, III. Thotmesz alatt viselte „az istállók elöljárója” címet. Sírjából előkerült a feje, illetve egy kanópuszedényből egyes belső szervei. Ezek vizsgálatával 2015-ben kiderítették, hogy 45-60 évet élhetett, és halálát szívelégtelenség okozta. Ez a szívelégtelenség legkorábbi ismert esete. Emellett fogászati jellegű betegség is gyötörte, fogínye erősen fekélyes volt.
A múmia arcát 2017-ben rekonstruálták, így nagyjából elképzelhető, hogy nézett ki Nebiri életében. A vizsgálatok során az is kiderült, hogy a megszokottal ellentétben agyát nem távolították el a mumifikálás során, ehelyett vásznakkal tömték ki; a vásznakat előzőleg állati vagy növényi eredetű olajjal, balzsammal, valamint tűlevelű fa és pisztáciacserje gyantájával itatták át, melyek erős antibakteriális hatással rendelkeznek. A balzsamozás technikája hasonlít ahhoz, amivel Juja és Tuja múmiáját kezelték, ami megerősíti, hogy Nebiri az előkelő réteghez tartozott.

## Sírja
Sírja a Királynék völgyében található QV30, melyet az Ernesto Schiaparelli vezette olasz expedíció fedezett fel 1904-ben. A sír egy függőleges aknából és egyetlen, négyszögletes sírkamrából áll. Mire a régészek felfedezték, a sírt már kifosztották, de két múmia darabjait így is megtalálták (az egyik Nebirié, a másik egy szolgáé lehetett), emellett előkerült egy kanópuszedény Nebiri nevével és címével, fajansz- és terrakotta tárgyak, valamint stílusa alapján Ciprusról származó edények. A leletek ma a torinói Egyiptomi Múzeumban vannak.